# Puntarenas FC
Puntarenas FC ist ein costa-ricanischer Fußballverein aus Puntarenas, Provinz Puntarenas der zurzeit in der Liga de Ascenso-Segunda División, der zweithöchsten Spielklasse, spielt. Zuvor war der Verein seit seiner Gründung 2004 bis 2014 in der Primera División de Costa Rica, der höchsten Spielklasse aktiv.

## Geschichte
Nachdem 2001 AD Municipal Puntarenas und 2003 AD Municipal Osa in die Zweitklassigkeit abstiegen waren und die Provinz Puntarenas keinen Erstligaklub mehr besessen hatte, ergriffen die Geschäftsmänner Eduardo Li Sánchez und Adrián Castro die Initiative und gründeten am 30. Juni 2004 den Puntarenas FC. Außerdem kauften sie das Franchise des Erstligateams AD Santa Bárbara.
Ab 2004 konnte sich der Puntarenas FC gut in der höchsten Spielklasse etablieren. Erfolge waren der Gewinn der UNCAF-Copa Interclubes und die Vizemeisterschaft 2009.
Nach 10 Jahren mit Hoch- und Tiefpunkten in der Primera División de Costa Rica, stieg Puntarenas FC am 23. April 2014 in die Liga de Ascenso-Segunda División ab.

## Stadion
Der Verein trägt seine Spiele im städtischen Estadio Miguel "Lito" Pérez aus, welches auch als "Olla Mágica" (Schnellkochtopf) bezeichnet wird. Der Spitzname entwickelte sich durch die hohen Temperaturen und der unaufhörlichen Unterstützung während der Heimspiele durch die eigene Fangruppe "La Samba Primeira".

## Erfolge
- Zentralamerika-Cup (Copa Interclubes UNCAF) (1×): 2006